# Funalia argentea
Funalia argentea är en svampart som först beskrevs av Lloyd, och fick sitt nu gällande namn av D.A. Reid 1973. Funalia argentea ingår i släktet Funalia och familjen Polyporaceae.   Inga underarter finns listade i Catalogue of Life.